# Подвійна чорна діра
Подвійна чорна діра (англ. binary black hole, BBH) — система, що складається з двох чорних дір на низькій орбіті одна навколо одної. Як і окремі чорні діри, подвійні чорні діри часто діляться на подвійні чорні діри зоряної маси, утворені або як залишки систем подвійних зір високої маси, або динамічними процесами і взаємним захопленням, та подвійні надмасивні чорні діри, що вважаються результатом злиття галактик.
Багато років доведення існування подвійних чорних дір утруднювала природа самих чорних дір та обмеженість доступних засобів виявлення. Однак, у тому випадку, якщо парі чорних дір належало злитися, виділилася б величезна кількість енергії у вигляді гравітаційних хвиль з характерними формами хвилі, які можна обчислити за допомогою загальної теорії відносності. Тому наприкінці ХХ і на початку ХХІ століття подвійні чорні діри набули великого інтересу з боку науковців як потенційне джерело таких хвиль і засіб, за допомогою якого можна було довести існування гравітаційних хвиль. Злиття подвійних чорних дір було б одним із найпотужніших відомих джерел гравітаційних хвиль у Всесвіті, даючи таким чином добру нагоду безпосереднього виявлення таких хвиль. Коли орбітальні чорні діри випускають ці хвилі, орбіта знижується, а орбітальний період зменшується. Ця стадія називається скороченням орбіти (англ. inspiral) подвійної чорної діри. Чорні діри зіллються, коли будуть досить близько. Злившись, єдина діра набуває стійкої форми через етап, що зветься кінцевою стадією, де будь-яке викривлення форми розсіюється у вигляді нових гравітаційних хвиль. У прикінцеву частку секунди чорні діри можуть досягати дуже високої швидкості, а амплітуда гравітаційної хвилі досягає свого піку.
Існування подвійних чорних дір зоряної маси (і самих гравітаційних хвиль) остаточно підтвердилося, коли LIGO відкрила GW150914 (виявлено у вересні 2015 року, оголошено в лютому 2016), характерну форму коливань гравітаційної хвилі від злиття чорних дір зоряної маси близько 30 сонячних мас кожна, що трапилося приблизно на віддалі 1,3 млрд світлових років. На завершальному етапі спірального згортання і злиття, GW150914 випустила близько 3 сонячних мас гравітаційної енергії, максимальний показник якої становив 3,6× 1049 ват — це більше, ніж сукупна енергія всього світла, що випромінюється всіма зорями у видимому Всесвіті, разом узята. Існування подвійних надмасивних чорних дір поки що однозначно не доведено, виявлено кандидатів у такі об'єкти.

## Виникнення
Вважається, що подвійні надмасивні чорні діри формуються під час злиття галактик. Деякими ймовірними кандидатами в подвійні чорні діри є галактики з подвійними ядрами, віддаленими одне від одного. Приклад подвійного ядра — NGC 6240. Набагато ближчі чорні діри є, ймовірно, в одноядерних галактиках із подвійними емісійними лініями у спектрі. У цьому випадку прикладами можуть служити SDSS J104807.74+005543.5 і EGSD2 J142033.66 525917.5. Інші галактичні ядра мають періодичні емісії, що вказують на великі об'єкти, які обертаються навколо центральної чорної діри, наприклад, у OJ 287.
Квазар PG 1302-102, здається, має подвійні чорні діри з періодом орбітального руху в 1 900 днів.
Існування подвійних чорних дір зоряної маси унаочнило  перше виявлення випадку злиття чорної діри GW150914 лабораторією LIGO.

## Проблема останнього парсека
Типова відстань між двома надмасивними чорними дірами поблизу центру галактики становить від кількох до кількох десятків парсек (пк). Це відстань, на якій дві чорні діри є зв'язаною подвійною системою. Щоб злитися, вони повинні якимось чином витрачати енергію. Для генерування гравітаційних хвиль значимої інтенсивності пара повинна спочатку зблизитись до значно меншої відстані між ними — приблизно 0,01-0,001 пк. Це називається «проблемою останнього парсека». Запропоновано чимало розв'язків проблеми останнього парсека — більшість із них ґрунтуються на взаємодії цих масивних подвійних утворень із навколишньою речовиною, чи то зорями, чи то газом, які можуть відбирати енергію подвійної системи і зумовлювати її компоненти зближатися. Наприклад, викидання зір, що пролітають поблизу, через ефект гравітаційної пращі може зблизити дві чорні діри одна до одної за час набагато менший, ніж вік Всесвіту.

## Життєвий цикл
Перша стадія життя подвійної чорної діри — це поступове скорочення орбіти. Перші етапи скорочення орбіти тривають дуже багато часу, оскільки випромінювані гравітаційні хвилі дуже слабкі, поки чорні діри віддалені одна від одної. На додачу до скорочення орбіти, зумовленого випромінюванням гравітаційних хвиль, момент імпульсу може додатково втрачатися через взаємодію з іншою речовиною, такою як зорі. Коли орбіта чорної діри скорочується, швидкість зростає й випромінювання гравітаційних хвиль збільшується. У випадку зближення чорних дір гравітаційні хвилі спонукають стрімке скорочення орбіти. Остання стабільна орбіта або найближча до центру стабільна циклічна орбіта (англ. innermost stable circular orbit) — це найближча до центру повна орбіта перед переходом стадії скорочення орбіти в стадію злиття. Услід за цим настає стадія обриву орбіти (англ. a plunging orbit), коли дві чорні діри зустрічаються, після чого відбувається злиття. Випромінювання гравітаційних хвиль у цей час досягає піку. Відразу після злиття єдина тепер чорна діра спричинить коливання, що вібрує від зміни форми з видовженої на сплющену. На наступній стадії, яка називається кінцевою стадією, коливання затухає завдяки випромінюванню гравітаційних хвиль. Викривлення кулястої форми стрімко зменшуються аж до остаточної стабілізації форми.

## Спостереження
Перше спостереження злиття подвійних чорних дір зоряної маси провів детектор LIGO. Пара чорних дір, одна з яких орієнтовно мала 36, а друга 29 сонячних мас, закрутилися одна довкола одної та злилися, утворюючи чорну діру масою приблизно 62 сонячних 14 вересня 2015 о 09:50 UTC. У прикінцеву частку секунди злиття три сонячні маси перетворилися на гравітаційне випромінювання з максимальною миттєвою потужністю 3,6×1056 ерг/с (200 сонячних мас на секунду), що в 50 разів більше від потужності випромінювання всіх зір. Злиття відбулося за 1,3 млрд світлових років від Землі.

## Моделювання
Деякі спрощені алгебраїчні моделі можна використовувати для випадку, коли чорні діри на значній відстані одна від одної, під час стадії скорочення орбіти, а також щоб обчислити кінцеву стадію. Для стадії скорочення орбіти можна використати постньютонівські наближення. Вони наближають рівняння поля загальної теорії відносності, додаючи додаткові члени до рівнянь ньютонівської теорії тяжіння. Порядки, які використовуються в цих розрахунках, можна назвати 2PN (другий порядок пост-ньютонівський) 2.5PN або 3PN (третій порядок пост-ньютонівський). Підхід «ефектів-ван-боді» (англ. effective-one-body) розв'язує динаміку системи подвійної чорної діри шляхом перетворення цих рівнянь на рівняння одного тіла (елемента). Це особливо корисно, коли співвідношення початкової і кінцевої мас великі, як у випадку злиття чорної діри зоряної маси з чорною дірою ядра Галактики, але може також бути застосовано для систем рівної маси. Для кінцевої стадії можна використати теорію збурень чорної діри. Прикінцева чорна діра Керра викривлюється, а спектр частот, які вона випромінює, можна обчислити. 
Щоб обчислити всю цю еволюцію включно зі злиттям потрібно розв'язати повні рівняння загальної теорії відносності (ЗТВ). Це можна зробити в моделюваннях чисельної відносності в рамках загальної теорії відносності. Вони описують властивості простору-часу та його еволюцію. 
Методи числових моделювань ЗТВ постійно поліпшуються, починаючи від перших спроб у 1960-х і 1970-х роках.
Однак довгострокові імітації орбітальних чорних дір були неможливі, доки три колективи незалежно один від одного не розробили в 2005 році принципово нові методи моделювання скорочення орбіти, злиття і кінцевої стадії подвійних чорних дір.
У повних розрахунках цілого злиття деякі з вищезгаданих способів можуть бути використані разом. Тоді важливо підігнати різні деталі моделі, розраховані з допомогою різних алгоритмів. У момент злиття «Проект Лазарус» пов'язав ці деталі на просторовоподібній гіперповерхні.
Результати розрахунків можуть включати енергію зв'язку. При стабільній орбіті енергія зв'язку є локальним мінімумом, відносним до збурення параметру. У випадку найближчої до центру стабільної циклічної орбіти локальний мінімум стає точкою перегину.  
Вироблена форма гравітаційної хвилі має важливе значення для спостереження, прогнозування і підтвердження. Коли орбітальне зближення досягає сильної зони гравітаційного поля, хвилі розсіюються по зоні, виробляючи те, що називається «постньютонівський хвіст» (PN tail).
На завершальній стадії чорна діра Керра генерує гравітаційну хвилю з довжиною, співмірною з розміром горизонту подій через ефект Лензе — Тіррінґа. На відміну від цього, кінцева стадія чорної діри Шварцшильда має вигляд розсіяної хвилі від пізнього скорочення орбіти, але без будь-якої прямої хвилі.
Силу реакції випромінювання можна обчислити за допомогою пересумовування Паде гравітаційного потоку хвиль. 
Кінцева маса отриманої чорної діри залежить від визначення маси в загальній теорії відносності. Маса Бонді MB розраховується за формулою втрати маси Бонді-Сач {\displaystyle {\frac {dM_{B}}{dU}}=-f(U)}, де f(U) — потік гравітаційних хвиль у запізнілий момент U. f — це поверхневий інтеграл функції Ньюз при нульовій нескінченності, що змінюється тілесним кутом. Енергія Арновітта-Дезера-Міснера (ADM) або маса ADM — це маса, виміряна на нескінченній відстані і яка включає все гравітаційне випромінювання. {\displaystyle M_{ADM}=M_{B}(U)+\int _{-\infty }^{U}F(V)dV}.
У гравітаційному випромінюванні також втрачається момент імпульсу. Він є перш за все в осі z початкової орбіти.

## Форма
Одна з проблем, які належить розв'язати, — це форма або топологія горизонту подій під час злиття чорних дір. У числових моделях вставлено тестові геодезичні, щоб побачити, чи вони стикаються з горизонтом подій. Коли дві чорні діри наближаються одна до одної, з двох горизонтів подій у напрямку один до одного вимальовується виступ у формі качиного дзьобу. Цей виступ видовжується і звужується, доки не зустрічає виступу з іншого чорної діри. У цей момент часу горизонт подій має дуже вузьку X-подібну форму в місці зустрічі. Виступи витягаються в тонку нитку. Місце зустрічі розширюється до дещо циліндричного сполучення, званого мостом. Імітації станом на  2011 не дали ніяких горизонтів подій із тороїдальною топологією, хоча інші наводили на думку, що було б можливо злитися, наприклад, якщо кілька чорних дір обертаються по тому самому колу.

## Віддача злиття чорних дір
З подвійними чорними дірами, які зливаються, може трапитися неочікуваний результат в тому сенсі, що гравітаційні хвилі несуть імпульс, і пара чорних дір у процесі злиття розганяється, здавалось би, порушуючи третій закон Ньютона. Центр ваги може додати швидкості віддачі у понад 1000 км/с. Найвищі швидкості віддачі (з наближенням до 5000 км/с) виникають у системах подвійних чорних дір із однаковою масою і однаковою величиною обертання довкола власної осі, коли напрямки цих обертань оптимально спрямовані по одній лінії назустріч одне одному, паралельно до площини орбіти або майже збігаються з орбітальним моментом. Цього достатньо, щоб покидати масивні галактики. У випадку більш імовірних орієнтацій ефект віддачі є меншим, можливо, всього кілька сотень кілометрів на секунду. Така швидкість відкине подвійні чорні діри, що зливаються, від кулястих зоряних скупчень, тим самим запобігаючи утворенню потужних чорних дір у ядрах кулястих скупчень. У свою чергу, це знижує ймовірність подальших злиттів і, тим самим, шанси виявити гравітаційні хвилі. У чорних дір, які не обертаються, максимальна швидкість віддачі 175 км/с трапляється з масами у співвідношенні п'ять до одного.
Параметри, які можуть являти інтерес, включають точку, в якій чорні діри зливаються, співвідношення мас, яке створює максимальну віддачу, і те, скільки маси/енергії випромінюється у вигляді гравітаційних хвиль. При лобовому зіткненні ця частка розраховується в розмірі 0,002 або 0,2%.